# みずほ台駅
みずほ台駅（みずほだいえき）は、埼玉県富士見市東みずほ台二丁目にある、東武鉄道東上本線の駅である。駅番号はTJ 16。

## 年表
- 1927年（昭和2年）2月1日：水谷停留場開設。貨物専用ホームがあり、東京から運搬された屎尿を下ろす場所として開設された[1][注 1]。
- 1938年（昭和13年）6月1日：水谷停留場廃止[1]。
- 1951年（昭和26年）9月1日：運行本数の増加に対応するため、みずほ台信号所として再開設[1]。
- 1954年（昭和29年）
  - 6月15日：みずほ台信号所 - 鶴瀬間複線化。
  - 6月26日：みずほ台信号所廃止[1]。
  - 11月1日：志木 - 旧・みずほ台信号所間複線化。
- 1977年（昭和52年）10月21日：みずほ台駅開業。
- 1979年（昭和54年）11月8日：志木 - みずほ台間に柳瀬川駅開業。
- 1986年（昭和61年）10月21日：貨物営業を全廃。
- 1987年（昭和62年）8月25日：帝都高速度交通営団（現・東京地下鉄）有楽町線開業により、同線との相互直通運転列車停車開始。
- 1992年（平成4年）3月1日：自動改札機を設置。当初は池袋駅、当駅、川越駅、高坂駅の4駅に設置[3]。
- 2006年（平成18年）12月9日：事務室側自動改札機一基を横幅拡張バリアフリー化（車椅子通行可能）。 PASMOの導入に伴い自動改札機をICカード対応に更新。
- 2008年（平成20年）6月14日：東京メトロ副都心線開業により、同線との相互直通運転列車停車開始。
- 2022年（令和4年）4月8日 - 2023年（令和5年）3月31日：富士見市制施行50周年記念企画でももいろクローバーZの楽曲が発車メロディとなる[4][5][6][注 2]。

## 駅構造
島式ホーム1面2線の地上駅で、橋上駅舎を有している。
出口は西口と東口の2か所がある。ホームと改札口との間はエレベーター・エスカレーター（上りのみ）・階段で連絡している。西口から改札口までは上りエスカレーター、東口側にはエレベーターが設置されている。3基のエレベーターは直進2方向型出入口で車椅子にも対応しており、エレベーターと改札内の多機能トイレ設置費用の一部は国土交通省および富士見市・三芳町が負担している。エレベーター設置に際しては、支障となる発車標と電線を吊るしている鉄塔が移設された。
2007年12月から2008年1月にかけて改修工事が行われた。
東口・西口とも東武ストアが入居する駅ビルとなっている。

### のりば
| 番線 | 路線   | 方向 | 行先     |
| ---- | ------ | ---- | -------- |
| 1    | 東上線 | 下り | 川越方面 |
| 2    | 東上線 | 上り | 池袋方面 |

- 2016年3月26日ダイヤ改正以降、日中時間帯に副都心線方面を発着する列車は当駅に停車しなくなっていたが、2023年3月20日ダイヤ改正により副都心線経由の東急新横浜線直通の普通列車が日中時間帯にも設定された。

## 利用状況
2024年度の1日平均乗降人員は38,575人である。
近年の1日平均乗降・乗車人員は以下の通り。
| 年度               | 1日平均 乗降人員 | 1日平均 乗車人員 | 出典       |
| ------------------ | ---------------- | ---------------- | ---------- |
| 1978年（昭和53年） | 9,080            |                  |            |
| 1987年（昭和62年） | 33,701           | 17,124           |            |
| 1988年（昭和63年） | 38,918           | 19,636           |            |
| 1989年（平成元年） | 41,015           | 20,679           |            |
| 1990年（平成02年） | 43,354           | 21,899           |            |
| 1991年（平成03年） | 46,334           | 23,404           |            |
| 1992年（平成04年） | 47,638           | 24,278           |            |
| 1993年（平成05年） | 44,120           | 22,423           |            |
| 1994年（平成06年） | 43,421           | 22,044           |            |
| 1995年（平成07年） | 44,179           | 22,362           |            |
| 1996年（平成08年） | 44,137           | 22,374           |            |
| 1997年（平成09年） | 43,889           | 22,258           |            |
| 1998年（平成10年） | 43,792           | 22,180           |            |
| 1999年（平成11年） | 43,807           | 22,174           | [ * 1 ]    |
| 2000年（平成12年） | 43,601           | 22,033           | [ * 2 ]    |
| 2001年（平成13年） | 43,766           | 21,831           | [ * 3 ]    |
| 2002年（平成14年） | 43,241           | 21,549           | [ * 4 ]    |
| 2003年（平成15年） | 43,001           | 21,451           | [ * 5 ]    |
| 2004年（平成16年） | 42,387           | 21,099           | [ * 6 ]    |
| 2005年（平成17年） | 41,853           | 20,846           | [ * 7 ]    |
| 2006年（平成18年） | 41,496           | 20,642           | [ * 8 ]    |
| 2007年（平成19年） | 41,660           | 20,820           | [ * 9 ]    |
| 2008年（平成20年） | 41,573           | 20,798           | [ * 10 ]   |
| 2009年（平成21年） | 41,169           | 20,620           | [ * 11 ]   |
| 2010年（平成22年） | 40,836           | 20,458           | [ * 12 ]   |
| 2011年（平成23年） | 39,894           | 19,970           | [ * 13 ]   |
| 2012年（平成24年） | 40,451           | 20,241           | [ * 14 ]   |
| 2013年（平成25年） | 41,229           | 20,632           | [ * 15 ]   |
| 2014年（平成26年） | 41,056           | 20,550           | [ * 16 ]   |
| 2015年（平成27年） | 41,018           | 20,512           | [ * 17 ]   |
| 2016年（平成28年） | 40,961           | 20,573           | [ * 18 ]   |
| 2017年（平成29年） | 41,134           | 20,652           | [ * 19 ]   |
| 2018年（平成30年） | 41,399           | 20,771           | [ * 20 ]   |
| 2019年（令和元年） | 41,146           | 20,627           | [ * 21 ]   |
| 2020年（令和02年） | 31,621           | 15,856           | [ * 22 ]   |
| 2021年（令和03年） | 34,007           | 16,955           | [ 東武 3 ] |
| 2022年（令和04年） | 36,410           | 18,242           | [ 東武 4 ] |
| 2023年（令和05年） | 37,856           | 18,956           | [ 東武 5 ] |
| 2024年（令和06年） | 38,575           | 19,310           | [ 東武 1 ] |

## 駅周辺

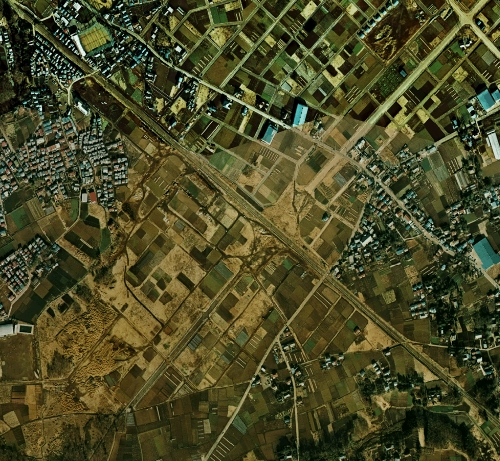
みずほ台駅付近空中写真（1974年撮影 国土画像情報オルソ化空中写真（国土交通省）より） 駅開業3年前

駅周辺地域には住宅や団地が広がり、ベッドタウンの様相を見せているのに加え、多数の店舗が集積している。周辺踏切の幅員は狭く、自動車を利用するには不便だったが、何度か拡幅工事が施工された。
学習塾も多数進出している。駅周辺に計15校以上に及ぶ。

### 東口
- 富士見市役所水谷出張所
- 縄文ふれあい広場 水子貝塚公園 - 北東方向に約1.3 km。国指定史跡。
- 富士見東台郵便局
- 埼玉りそな銀行みずほ台支店
- 川口信用金庫みずほ台支店
- J:COM 東上
- 駅前市場
- 東武ストア みずほ台東店
- ベルク 富士見関沢店
- パル・オネスト

### 西口
- 富士見市役所みずほ台出張所
- 富士見みずほ台郵便局
- 三芳みよし台郵便局
- JAいるま野みずほ台支店
- 武蔵野銀行みずほ台支店
- 発するFM みずほ台アネックススタジオ
- 淑徳大学埼玉キャンパス - スクールバスあり。
- 東武ストアみずほ台店
- マルエツ みずほ台店
  - DAISO マルエツみずほ台店

### バス
東口
- 富士見市内循環バス「ふれあい号」
  - みずほ台駅線
  - みずほ台・水谷東線
- 東武バスウエスト新座営業事務所
  - 深夜急行バス「ミッドナイトアロー川越」（降車専用）：池袋駅西口発、本川越駅行き

かつては東武バスウエストが志木駅行のバスを運行していたが、2012年6月24日をもって廃止された。
西口
- ライフバス「三芳町内循環バス」
  - 上富・三芳町役場経由 鶴瀬駅西口行き

## 駅名の由来
開設当時の駅所在地が「富士見市大字水子」であったため「水子駅」としようとした。しかし、水子は流産した胎児を指すことから印象が芳しくないため、語感の似た「みずほ」に台地を意味する「台」を冠して瑞祥地名の「みずほ台」となった。「みずほ」にはイネを意味する瑞穂、水穂の意があり、特に前者は日本の美称ともされる。
現行行政地名は「東みずほ台」「西みずほ台」

### 「水子」
「水子」という地名の由来の説は二つある。
- 古代には武蔵野台地の東端で、すぐそばまで海が迫っていた当地周辺の台地の至る所に湧き水や井戸があり、水処（みずこ）と名づけられ、それが「水子」となった[12]。
- 「水子伝説」 - 旅の僧を泊めたところその家の娘が妊娠し、再び現れた僧をなじると僧は祈祷を行い、腹の子が水となって流れて行ったというもの。

## その他
- 駅開業後しばらくの間、駅舎は志木寄りのホーム端部にあり、ホーム上屋も端から2両分だけであった。後に旧駅舎は撤去されたが、駅ホームから踏切の間に出入口の基礎を確認することができる（残っているのは西口側のみ）。
- 新駅舎は1981年の東口駅ビルの完成に伴い使用を開始した。西口駅ビルは駅開業後まもなくして建設されたが、駅とは連絡しておらず、厳密には駅ビルではなかった。新駅舎建設の際、東武ストアの三井銀行（当時。現在のファミリーマート、FASTGYM24）寄り部分を連絡口として改修、転用したことで駅ビルの形となった。このため、同店の店舗面積はビル開業当初よりも縮小されている。

## 隣の駅
東武鉄道
 東上本線
■TJライナー・■川越特急・■快速急行・■急行
通過
■準急・□普通
柳瀬川駅 (TJ 15) - みずほ台駅 (TJ 16) - 鶴瀬駅 (TJ 17)

### 記事本文